# Dominique Strauss-Kahn
Pour les articles homonymes, voir Strauss, Kahn et DSK.
Dominique Strauss-Kahn [dɔminik stʁos kan], dit « DSK », né le 25 avril 1949 à Neuilly-sur-Seine, est un économiste, homme politique et haut fonctionnaire international français.
Il est député socialiste de la Haute-Savoie puis du Val-d'Oise à partir de 1986, président de la commission des Finances de l'Assemblée nationale de 1988 à 1991, ministre de l'Industrie et du Commerce extérieur de 1991 à 1993, dans les gouvernements Édith Cresson et Pierre Bérégovoy, et maire de Sarcelles de 1995 à 1997.
Après avoir contribué à la victoire de la gauche plurielle aux élections législatives de 1997, il est nommé ministre de l'Économie, des Finances et de l'Industrie dans le gouvernement Lionel Jospin. Mis en cause dans des affaires judiciaires en 1999, il démissionne du gouvernement, puis retrouve son mandat de député en 2001, avant de bénéficier d'un non-lieu et d'une relaxe. Candidat à la primaire socialiste de 2006, il est battu au premier tour par Ségolène Royal.
Sur proposition du président français Nicolas Sarkozy, il devient en 2007 directeur général du Fonds monétaire international (FMI). À la tête de l’institution, il est notamment confronté à la crise bancaire et financière mondiale de 2008 et aux débuts de la crise de la dette dans la zone euro.
En mai 2011, il est mis en cause dans le cadre d'une accusation d'agression sexuelle à New York, ce qui le contraint à quitter la tête du FMI ; il bénéficie finalement d'un non-lieu au pénal, avant qu'un accord financier impliquant le versement de plus d’un million de dollars à la plaignante ne mette fin l'année suivante à la procédure engagée au civil. Il est par la suite mis en cause dans d'autres affaires de mœurs, qui se soldent par un classement sans suite ou une relaxe.
La médiatisation de ces affaires judiciaires discrédite l'hypothèse de sa candidature à l'élection présidentielle de 2012, où il était donné favori pour représenter le Parti socialiste ainsi que remporter la présidence, et met fin à sa carrière politique. Il reprend ensuite des activités dans le secteur privé, en conseillant principalement des gouvernements sur leurs dettes souveraines, et réside depuis au Maroc.

## Situation personnelle

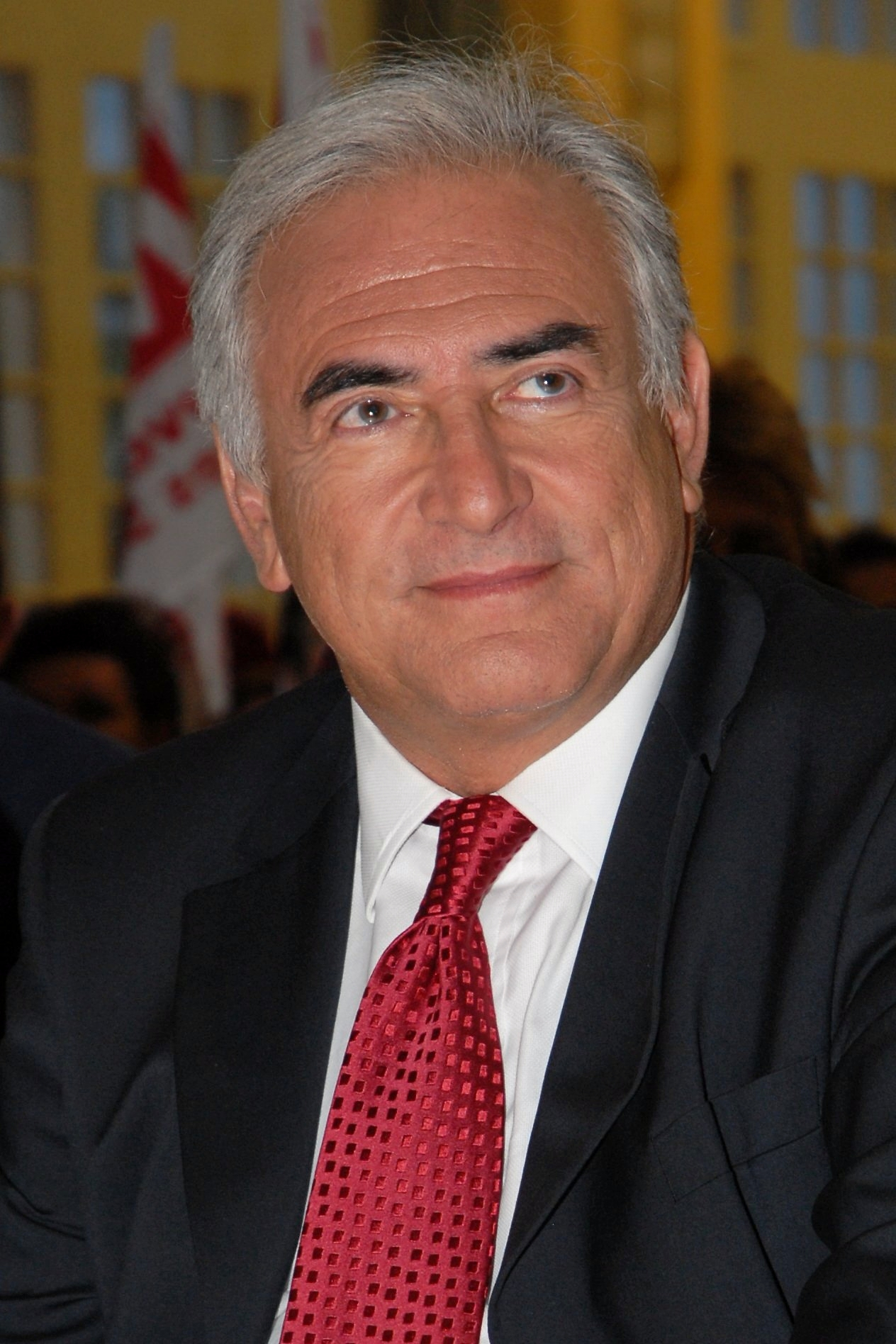
Dominique Strauss-Kahn lors de son meeting à Toulouse en 2007

### Origines et enfance
Dominique Gaston André Strauss-Kahn naît le 25 avril 1949 à Neuilly-sur-Seine. Il est le fils de Jacqueline Fellus (1919, Paris – 2006, Le Kremlin-Bicêtre), journaliste au Populaire, d'origine ukrainienne (Odessa) et tunisienne, et de Gilbert Strauss-Kahn (1918, Paris – 1992, Paris), conseiller juridique et fiscal et membre du Grand Orient de France.
Du côté maternel, Jacqueline Fellus est la fille de Shemaoun André Fellus (1887, Tunis - décédé), fils de Haim Fellus (vers 1860 – décédé) et Taina Hagège (vers 1860 – décédée), originaires de Tunisie, et de Blanche Breitman, (8 août 1891, Thury – décédée), fille de Grégor Breitman (1859-1914, Herbault) et Tatiana Berkoff (1862-1931, Mennetou-sur-Cher), originaires d'Odessa.
Du côté paternel, Gilbert Strauss est le fils de Gaston Strauss (1875, Bischwiller – 1934, Paris) et d'Yvonne Stengel (1892, Lunéville – 1961, Paris). Après la mort de son père, il est adopté par Marius Kahn (cousin de Gaston), nouvel époux d'Yvonne Stengel, et ajoute à son patronyme celui de son père adoptif.
Issu d'une famille juive (ashkénaze du côté paternel et séfarade du côté maternel),, installée au Maroc en 1951, Dominique Strauss-Kahn grandit à Agadir. La famille quitte le Maroc pour Monaco à la suite du tremblement de terre d'Agadir de 1960.

### Vie privée et familiale
Après avoir rencontré Hélène Dumas en 1963 (au cours d'un pique-nique sur la plage de Menton avec des élèves du lycée Albert-Ier à Monaco), il l'épouse le 9 septembre 1967 à Savigny-sur-Clairis, et ils ont ensemble trois enfants : Vanessa (1973), Marine (1976) et Laurin (1981).
Il divorce, puis se remarie en 1986 avec Brigitte Guillemette (morte le 26 octobre 2013 d'un cancer, à l'âge de 67 ans), alors PDG du Groupe Corolle, par la suite devenu filiale du groupe Mattel. Avec elle, il a une autre fille : Camille, née en 1985,.
À nouveau divorcé en 1989, il épouse en troisièmes noces, le 26 octobre 1991, Anne Sinclair, alors journaliste à TF1 et présentatrice de l'émission politique télévisée 7 sur 7, elle-même divorcée du journaliste Ivan Levaï. Les témoins des mariés sont pour Anne Sinclair la philosophe Élisabeth Badinter et la productrice Rachel Kahn (épouse de Jean-François Kahn), pour Dominique Strauss-Kahn son père Gilbert et son ami Lionel Jospin. Le couple Strauss-Kahn, qui possède un riad à Marrakech, au Maroc, est également le propriétaire de l'hôtel Dyel des Hameaux, situé au 13 place des Vosges, dans le IVe arrondissement de Paris.
En juillet 2012, plus d'un an après le début de l’affaire du Sofitel de New York et cinq mois après la révélation de l'affaire du Carlton, la presse annonce la séparation du couple ; l’information est confirmée par Anne Sinclair le mois suivant. Leur divorce est officiellement prononcé en mars 2013.
Le sexagénaire monte les marches du festival de Cannes de mai 2013 au bras de sa nouvelle compagne, Myriam L'Aouffir,. L'existence de leur relation a été révélée en 2012. En octobre 2017, après cinq ans de vie commune, le couple se marie.
La presse révèle en décembre 2015 que Dominique Strauss-Kahn serait le père d'un enfant prénommé Darius, né en 2010 et issu d'une liaison avec une femme travaillant dans un grand laboratoire médical,.

### Études et formation
Dominique Strauss-Kahn effectue ses études secondaires à Monaco, au lycée Albert-Ier, et à Paris, au lycée Carnot. Il obtient son baccalauréat en 1966.
Après un échec en 1967, il réussit en 1968 le concours d'entrée d'HEC Paris. En 1970, en parallèle à sa troisième année à HEC, il entre à l'IEP de Paris (Sciences Po) et entame des études de droit à l'université Paris-Nanterre (Paris-X) et de statistiques à l'université Pierre-et-Marie-Curie (ISUP), actuelle Sorbonne Université. En 1971, il est diplômé d'HEC, puis, en 1972, obtient le diplôme de l'IEP de Paris (section service public), une licence en droit (Paris-X) et une maîtrise de statistiques (Paris-VI).
Il s'inscrit ensuite en école doctorale auprès de l'université de Paris-X et, trois ans plus tard, obtient un doctorat en sciences économiques à Paris-X. Sa thèse de doctorat est ensuite publiée aux PUF en 1977, sous le titre Économie de la famille et accumulation patrimoniale.
Toujours en 1975, Dominique Strauss-Kahn est recalé dès l'écrit au concours d'entrée de l'École nationale d'administration (ENA). Dans un entretien accordé à Challenges en 1997, il déclare : « L’ENA est une école de pouvoir avec très peu de fond. L’énarque est une espèce de militaire qui a appris à régner sur l’administration. »
En plus du français, il maîtrise plusieurs langues : l'allemand et l'anglais, qu'il parle couramment, l'espagnol et l'italien.

### Carrière professionnelle
Après son échec à l'ENA, il est recruté en tant qu'assistant à l'université de Paris-X puis devient maître-assistant au sein de cette même université. Il est reçu au concours d'agrégé des facultés en économie en 1977 et est nommé maître de conférences, puis professeur des universités, à l'université Nancy-II, avant sa mutation à l'université Paris-X en 1981. L'année suivante, il rejoint les services du Commissariat au Plan comme chef de service du financement, puis comme commissaire général adjoint, jusqu'à son élection à l'Assemblée nationale en 1986. Il cesse ses enseignements durant cette période. Il fait de même en 1991, lors de sa nomination au gouvernement. Après sa défaite aux élections législatives de 1993, il crée le cabinet DSK Consultants et devient avocat d'affaires. Après sa démission du gouvernement Lionel Jospin, il reprend ses fonctions universitaires et est nommé en 2000 maître de conférences à l'Institut d'études politiques de Paris, où il enseigne la microéconomie et la macroéconomie.
De 1985 à 1991, il dirige cinq thèses concernant l'économie et les finances à l'université Paris-X.
Il enseigne également à l'ENA et à l'université Stanford aux États-Unis en tant que professeur invité.
Il travaille au Centre de recherche sur l'épargne, où il se lie notamment d'amitié avec André Masson, actuel directeur de recherche au CNRS à l'École d'économie de Paris (EEP), et Denis Kessler, futur vice-président du MEDEF. Ce dernier devient son assistant à Nanterre, puis le remplace en 1982 à la direction de son laboratoire de recherche, alors qu'ils écrivent ensemble L'Épargne et la retraite.

## Parcours politique

### Débuts
Proche du Parti communiste français (PCF), il s'en éloigne « en apprenant l'économie », selon ses termes. Il déclare en 2010, en faisant référence à ses études : « À partir de 1972, je vois que le communisme ne tient pas la route. Plus j’appréhende la complexité de l’économie, plus je perçois le caractère simpliste des thèses communistes en contradiction totale avec mon travail. ».
Il adhère en 1976 au Parti socialiste. Après un court passage au CERES de Jean-Pierre Chevènement, il se rapproche de Lionel Jospin, premier secrétaire du PS, qu'il conseille à partir de 1981. Il est secrétaire national du PS, chargé des études et du programme (1986-1988), puis de l'économie et des finances (1988-1989).
Les militants socialistes de la Haute-Savoie rejettent sa candidature en vue des élections législatives de 1986, mais celle-ci est imposée par la direction nationale ; il est finalement élu député au scrutin proportionnel plurinominal le 16 mars 1986. Deux ans plus tard, il quitte la Haute-Savoie pour se présenter dans la 8e circonscription du Val-d'Oise, où il est élu au second tour. Il devient alors président de la commission des Finances.
À l'automne 1988, il participe à l'examen du projet de loi du gouvernement Michel Rocard qui vise à réintroduire l'impôt de solidarité sur la fortune (ISF). Alors que le Premier ministre propose de plafonner le montant de l'ISF et de l'impôt sur le revenu à 80 % des ressources d'un ménage, Dominique Strauss-Kahn cosigne un amendement pour un bouclier fiscal à 70 %.

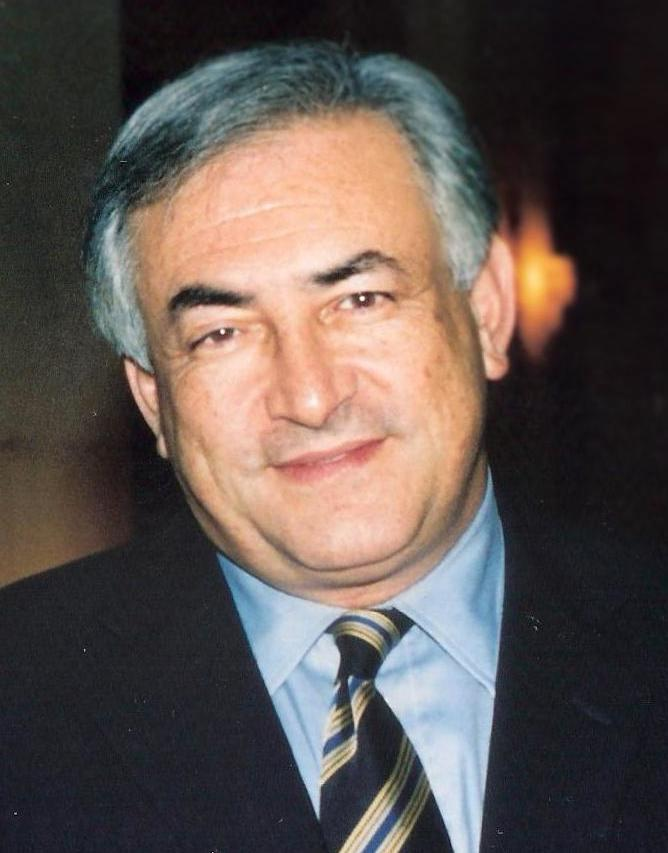
Dominique Strauss-Kahn dans les années 1990.

En 1991, le président François Mitterrand le nomme ministre délégué à l'Industrie et au Commerce extérieur dans le gouvernement Édith Cresson,. Il conserve ce poste dans le gouvernement Pierre Bérégovoy, qui prend fin après les élections législatives de 1993, perdues par la gauche.
Au second tour des élections législatives de 1993, recueillant 48,8 % des suffrages exprimés, Dominique Strauss-Kahn perd son mandat de député dans la circonscription de Sarcelles et Garges-lès-Gonesse au profit de Pierre Lellouche. Cette même année, Michel Rocard décide de relancer le « groupe des experts du PS », créé par Claude Allègre, et lui en confie la présidence. Désormais privé de mandat, contrairement à certains députés (issus de la fonction publique et pouvant donc y retourner), l'ancien ministre crée alors le cabinet d'avocat DSK Consultants.
Dominique Strauss-Kahn et Raymond Lévy, PDG de Renault, créent le Cercle de l'industrie en juin 1993. Il s'agit d'un cercle spécialisé dans la défense de l'industrie française à Bruxelles et financé par elle. Il en devient le vice-président et y côtoie des personnalités et industriels comme Louis Schweitzer, Vincent Bolloré, Alain Lamassoure, Benoît Potier. Vingt-cinq dirigeants de grandes entreprises françaises en sont membres.
Briguant la fonction de premier secrétaire du Parti socialiste lors du conseil national du 19 juin 1994, Dominique Strauss-Kahn est battu par Henri Emmanuelli par 140 voix contre 64. Ce dernier est confirmé dans ses fonctions au congrès de Liévin.
Après deux échecs aux élections municipales à Sarcelles face au RPR Raymond Lamontagne (défaite à 281 voix près en 1989 et à 276 voix lors des élections municipales partielles de 1990), Dominique Strauss-Kahn tente une nouvelle fois sa chance dans cette ville en 1995. Sa liste l'emporte au second tour de scrutin avec 54,3 % des suffrages exprimés. En tant que maire, il crée des emplois-jeunes et des zones franches.
Il nourrit notamment le programme économique du Parti socialiste de Lionel Jospin, en remettant aussi au goût du jour l'idée portée par les syndicats CFDT et CGT de la réduction de la durée légale du travail à 35 heures sans baisse de salaire.

### Ministre de l'Économie et des Finances

#### Figure du gouvernement Jospin
En 1997, il est réélu député dans la 8e circonscription du Val-d'Oise avec 59,7 % des voix au second tour. Lionel Jospin, nouveau Premier ministre, le nomme ministre de l'Économie, des Finances et de l'Industrie. Dominique Strauss-Kahn cède alors son mandat de maire à François Pupponi.
Ce ministère régalien lui vaut d'être le chef de file des socialistes aux élections régionales de 1998 en Île-de-France, que la gauche remporte. Il joue alors un rôle de « locomotive politique » et affirme ne pas vouloir troquer son mandat ministériel contre l'exécutif régional : c'est donc Jean-Paul Huchon qui devient président du conseil régional. Dominique Strauss-Kahn tente d'organiser son influence au sein de son parti, mais s'il réussit à fédérer jospiniens et rocardiens au sein d'un courant politique dénommé Socialisme et démocratie, il peine, dans un premier temps, à transformer l'attraction qu'il exerce en réseau militant efficace et structuré, lui préférant les réseaux informels.
Alors qu'il est à l'origine du programme économique du PS qui prévoit la mise en place des 35 heures et des emplois jeunes, Lionel Jospin confie la mise en route de ce dispositif à Martine Aubry, ministre de l'Emploi et de la Solidarité, qui y était initialement hostile. Dominique Strauss-Kahn exprime toutefois quelques réserves sur la méthode de mise en place des 35 heures.
Il fait adopter une baisse de la TVA sur les travaux de rénovation dans le bâtiment, ramenée à 5,5 %, afin de relancer l'activité du secteur. La conjoncture favorable en Europe permet un redressement partiel de la dette publique et l'adhésion de la France à la zone euro.
Bien que le programme économique du Parti socialiste, dont il a la charge, y soit opposé, la France doit, au tournant des années 1990-2000, se mettre en conformité avec les règlements adoptés par la Commission, le Conseil et le Parlement européens en matière de concurrence. Au cœur de cette période, au titre du ministère de l'Économie, des Finances et de l'Industrie, Dominique Strauss-Kahn supervise des ouvertures du capital engagées de longue date, comme celle de France Télécom, ou certaines privatisations d'entreprises publiques qui n'ont selon lui plus vocation à rester dans le giron de l'État, après que celui-ci les eut remises sur pied au cours des seize années passées, depuis la vague de nationalisation de 1982. Ses détracteurs, au sein de la gauche antilibérale et de son propre parti, lui reprochent la responsabilité de « privatisations massives ». En deux ans, Bercy cède ainsi pour 150 milliards de francs d'actions d'entreprises publiques.
Il abroge la loi Thomas sur les fonds de pension et pose les fondements du Conseil d'orientation des retraites (COR), qui voit le jour en 2000.
En 1999, Dominique Strauss-Kahn est mis en cause dans plusieurs affaires[Lesquelles ?]. Pour se défendre sans affaiblir le gouvernement Jospin, il démissionne de son poste ministériel le 2 novembre 1999. Il est remplacé par Christian Sautter.

#### Affaire de la MNEF
Dans le cadre de l'affaire de la MNEF, il est poursuivi pour « faux et usage de faux ». Les questions portent sur son rôle en tant que consultant lors de la négociation de l'entrée de la Compagnie générale des eaux (CGE) au sein d'une holding de la MNEF, à une époque où il exerçait la profession d'avocat d'affaires. À ce titre, il a perçu 603 000 francs de la mutuelle étudiante, en février 1997. La justice soupçonne une affaire de fausses factures visant à couvrir un emploi fictif dont il aurait bénéficié. Il est accusé d'avoir produit une fausse facture, la police judiciaire ayant établi que la feuille de papier sur laquelle est rédigée la facture qu'il aurait envoyée à la MNEF pour ses services provenait en fait d'une rame de papier fabriquée à une date ultérieure à celle mentionnée sur la facture. Il reconnaît alors l'avoir antidatée, mais sans intention délictuelle. Il est mis en examen le 15 décembre 1999, puis est relaxé par le tribunal correctionnel de Paris le 7 novembre 2001,.

#### Affaire de la «cassette Méry»
Dominique Strauss-Kahn est également mis en cause dans l'affaire de la cassette Méry. Il est notamment accusé d'avoir octroyé, en tant que ministre de l'Économie, une remise fiscale de 160 millions de francs au couturier Karl Lagerfeld en échange de la remise par l'avocat de ce dernier d'une cassette contenant des aveux de Jean-Claude Méry, financier occulte du RPR. Dominique Strauss-Kahn reconnaît avoir détenu cette cassette, mais déclare ne jamais l'avoir regardée et l'avoir égarée. Le 23 mai 2001, la section financière du parquet de Paris requiert la saisine de la Cour de justice de la République pour enquêter sur d'éventuels faits de « corruption passive » et de « concussion », tandis qu'un rapport du procureur de la République de Paris, Jean-Pierre Dintilhac, indique qu'il existe de « fortes présomptions de faits de corruption passive à l'encontre de l'ex-ministre ». Finalement, le 28 juin 2001, le procureur général près la Cour de cassation, Jean-François Burgelin, prend la décision de ne pas saisir la CJR, considérant qu'en l'état, il manque « les indices pour justifier une saisine de la CJR du chef de concussion ».

#### Soupçons d’emploi fictif de sa secrétaire à Elf
Dominique Strauss-Kahn est aussi l'objet de soupçons d'emploi fictif dans une filiale suisse du groupe pétrolier Elf Aquitaine au profit de sa secrétaire, Evelyne Duval, de 1993 à 1994, pour un montant total de 192 000 francs. Il est mis en examen pour « complicité par instruction donnée et recel d'abus de biens sociaux » en janvier 2000. La juge d'instruction Eva Joly prononce un non-lieu à son encontre le 2 octobre 2001.

#### Critiques d’élus socialistes
Pendant cette période, plusieurs élus socialistes sont critiques à son égard : en septembre 2000, Odette Grzegrzulka considère ainsi qu'« il n'est plus digne d'être membre » du Parti socialiste, tandis que Ségolène Royal déclare que les personnalités politiques sont là « pour servir et pas pour se servir »,.

### Personnalité socialiste et échec à la primaire de 2006

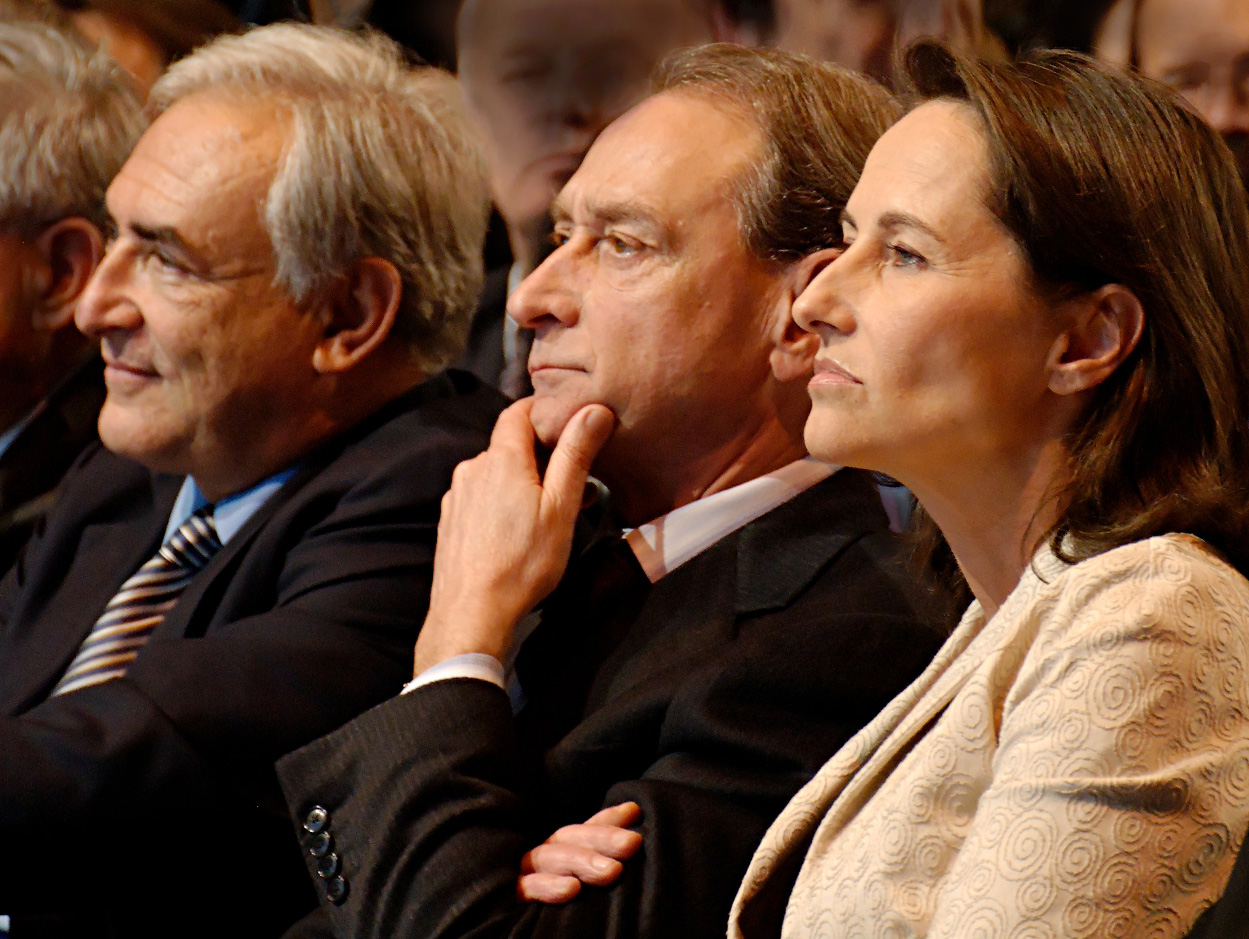
Dominique Strauss-Kahn au côté de Bertrand Delanoë et Ségolène Royal le 6 février 2007 à la halle Georges-Carpentier (Paris).

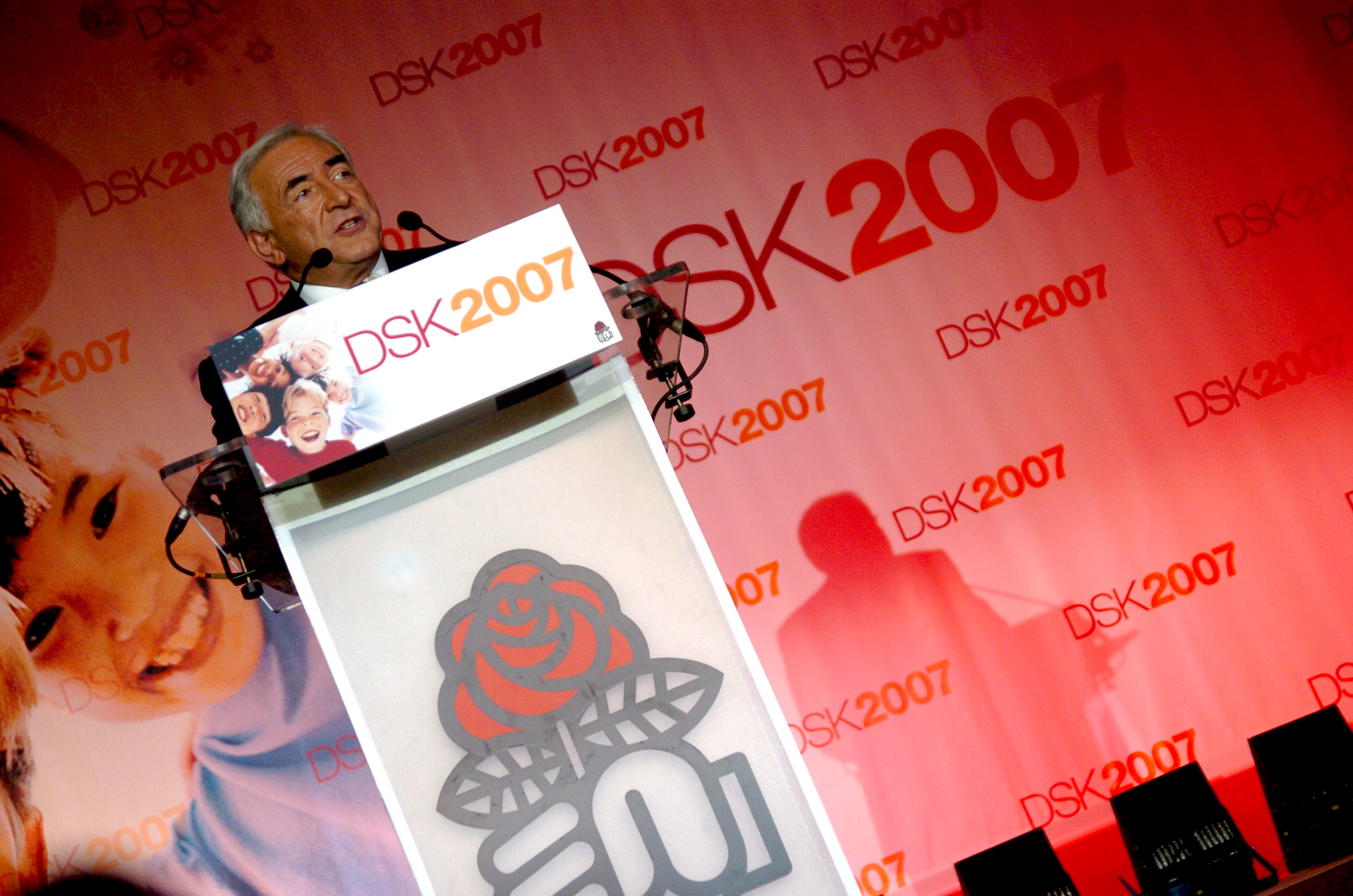
Dominique Strauss-Kahn lors de son premier meeting de campagne pour la primaire socialiste le 04 octobre 2006 à Alfortville, dans le Val-de-Marne, en vue de l'élection présidentielle de 2007.

Dominique Strauss-Kahn fait son retour en politique au niveau national en étant réélu député dans la 8e circonscription du Val-d'Oise le 1er avril 2001, avec 53,9 % des voix, au second tour d'une élection législative partielle provoquée par la démission de sa suppléante, Raymonde Le Texier. Il fait alors figure de possible Premier ministre en cas de victoire de Lionel Jospin à l'élection présidentielle de 2002 (il est porte-parole de sa campagne, en tandem avec Martine Aubry). Il plaide pour une stratégie électorale délaissant l’électorat populaire afin de « s’occuper de façon très prioritaire de ce qui se passe dans les couches moyennes de notre pays », estimant que le « groupe le plus défavorisé le plus souvent ne vote pas du tout » et dont « les irruptions se manifestent parfois dans la violence ».
Après la défaite de Lionel Jospin et la réélection de Jacques Chirac lors de la présidentielle de 2002, Dominique Strauss-Kahn est réélu député le 16 juin 2002, dans la 8e circonscription du Val-d'Oise, avec 55,01 % des suffrages exprimés au second tour. Ces élections législatives permettent à la droite d'obtenir la majorité absolue à l'Assemblée nationale. Le Parti socialiste devient alors le principal parti d'opposition.
Dominique Strauss-Kahn est successivement secrétaire national du PS (2002-2003), membre du bureau national du PS (2003-2005), secrétaire national du PS, chargé des élus (2005-2007). À la fin de l'année 2004, il réintègre la direction du Parti socialiste en étant chargé, avec Martine Aubry et Jack Lang, du projet socialiste pour 2007.
En parallèle, il cofonde, en 2003, le club de réflexion « À gauche, en Europe » avec Michel Rocard. Il préside également, avec Jean-Christophe Cambadélis, le courant Socialisme et démocratie au sein du Parti socialiste.
Ayant privatisé nombre d'entreprises lors de son passage au gouvernement Jospin, il envisage dans La Flamme et la cendre (2002) l'ouverture de capital d'EDF pour permettre des partenariats industriels. Il s'oppose ensuite aux privatisations d'EDF et de GDF en estimant qu'elles ne s'insèrent pas dans des schémas industriels, mais considère qu'en l'état des finances publiques, la renationalisation d'EDF ne doit pas constituer une priorité d'un futur gouvernement socialiste.
Dominique Strauss-Kahn anime un des premiers blogs d'homme politique national qui font figure de référence (avec celui d'Alain Juppé). En mai 2005, il participe à l'édition d'un DVD en faveur du « oui » au traité de Rome de 2004. Il s'investit de manière soutenue pour imposer le « oui de gauche ». À l'issue d'une campagne particulièrement animée, le « non » l'emporte en France avec 54,7 % des suffrages exprimés.

Dominique Strauss-Kahn à la tribune d'un rassemblement socialiste organisé au Zénith de Paris, le 29 mai 2007.

Il se positionne en faveur d'une refonte profonde du système universitaire, qui doit pour lui s'accompagner d'une augmentation très significative des moyens consacrés à l'enseignement supérieur. Constatant que le pourcentage d'une classe d'âge diplômé du supérieur est de 30 % en France contre 80 % en Corée du Sud ou en Suède et de 50 % aux États-Unis, Dominique Strauss-Kahn insiste sur l'ampleur des changements à entreprendre. Ainsi, le 17 septembre 2006, il déclare : « Les universités françaises sont en train de plonger dans les palmarès internationaux. Il faut créer une concurrence entre les établissements et mettre fin à l'hypocrisie du diplôme unique. Ce qui n'empêche pas de garder le système dans le public et de conserver une vision égalitaire ». Il ajoute : « Pour moi, il n'y aurait pas de scandale à ce que la chaire de physique nucléaire de Paris-VI soit financée par EDF, si EDF trouve que c'est bon pour son image. Mais ce n'est pas dans les mœurs ».
En 2006, le Parti socialiste organise une primaire pour choisir son candidat à l'élection présidentielle de 2007. Dominique Strauss-Kahn se présente contre Laurent Fabius et Ségolène Royal. Incarnant la sensibilité sociale-démocrate, il compte sur la coopération de François Hollande, qu'il a soutenu au congrès du Mans en 2005, et d'une équipe regroupant notamment Pierre Moscovici, Jean-Christophe Cambadélis, Michel Destot, Catherine Trautmann, Alain Richard, Claude Évin, Jean-Paul Huchon, mais aussi des conseillers alors moins connus comme Ismaël Emelien. Il bénéficie également du soutien de Michel Rocard et de Robert Badinter, ainsi que du mouvement Socialisme et démocratie jeunes, la branche « jeunesse » de son courant également présente mais minoritaire au sein du Mouvement des jeunes socialistes. Le 16 novembre 2006, il termine deuxième du vote des militants, avec 20,69 % des voix, loin derrière Ségolène Royal (60,65 %), qui l'emporte dès le premier tour et le devance y compris dans la fédération du Val-d'Oise.
À la suite de la défaite de Ségolène Royal à l'élection présidentielle face à Nicolas Sarkozy, Dominique Strauss-Kahn appelle à une rénovation du PS vers une voie sociale-démocrate, à l'image du tournant pris par beaucoup de partis socialistes européens. Briguant un nouveau mandat lors des élections législatives de 2007, dans la 8e circonscription du Val-d'Oise, il arrive en deuxième position au premier tour, devancé de 90 voix par Sylvie Noachovitch (UMP), puis l'emporte au second, avec 55,47 % des voix.
En novembre 2017, en marge de la World Policy Conference se tenant à Marrakech, il estime que le PS « n'a pas d'avenir », appelant de ses vœux un renouvellement du centre-gauche français.

### Directeur général du Fonds monétaire international

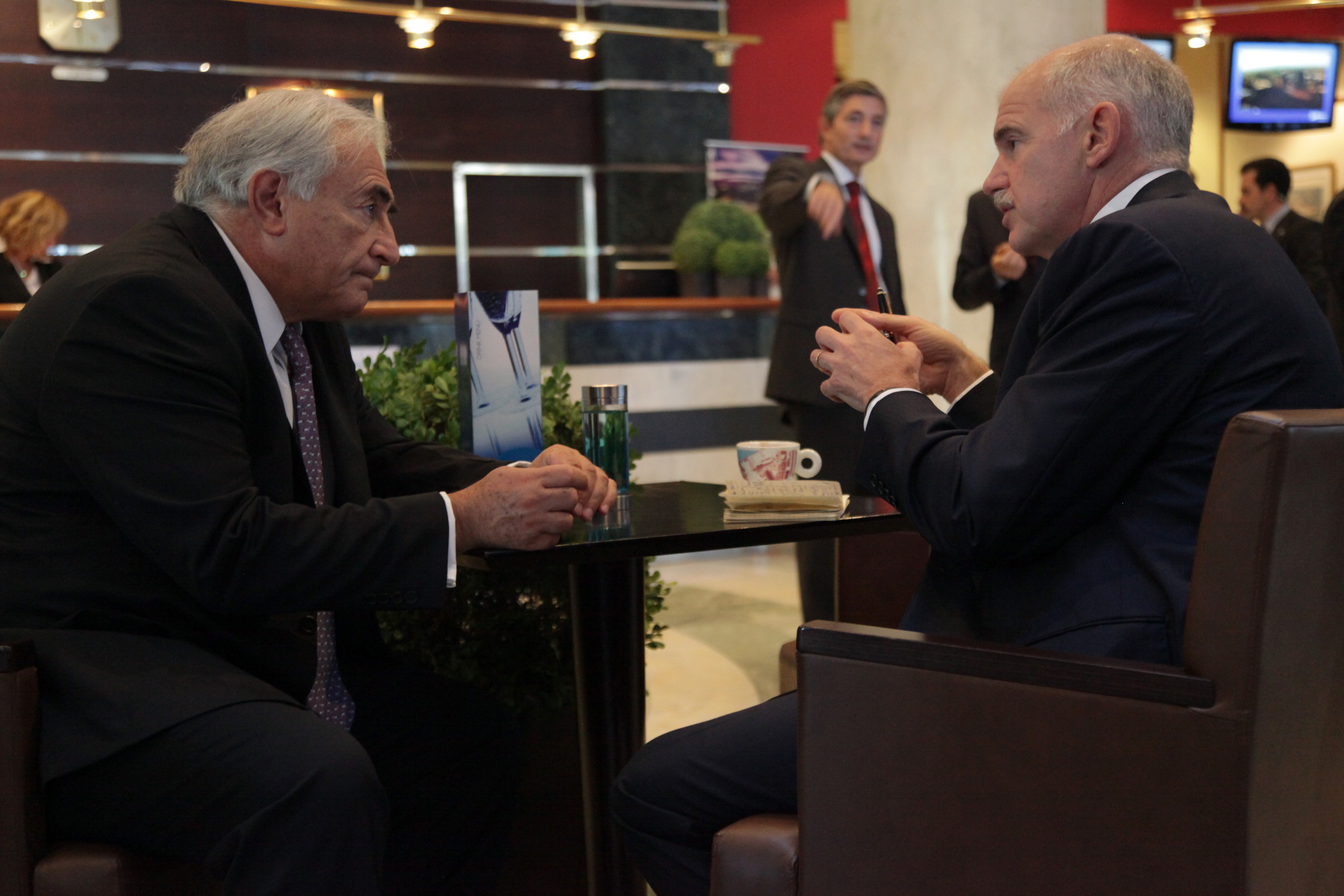
Dominique Strauss-Kahn assure ses fonctions au FMI dans le cadre de la crise bancaire et financière de 2008, qui précipite la crise de la dette publique grecque ; ici avec le Premier ministre grec, Giórgos Papandréou, le 13 septembre 2010.

#### Désignation
En 2007, le président de l'Eurogroupe, Jean-Claude Juncker, apporte son soutien à Dominique Strauss-Kahn en vue de la désignation du nouveau directeur général du Fonds monétaire international (FMI). Sans l'accord préalable du président français Nicolas Sarkozy, Juncker reconnaît qu'il n'aurait pas appuyé cette candidature. S'ensuivent de nombreux autres soutiens pour Dominique Strauss-Kahn.
Après une tournée des principales capitales mondiales, les États-Unis, la Chine et une importante majorité des pays d'Afrique lui apportent leur soutien, tandis que la Russie tente de contrer cette candidature en proposant la candidature de Josef Tošovský, ancien Premier ministre tchèque, à la direction de l'institution internationale. De même, les pays émergents, à travers une déclaration du G24, demandent que soit revue la règle tacite de la nomination d'un Européen à la tête du FMI et le Financial Times dénonce ouvertement cette nomination dans son éditorial du 28 août 2007.
Le 28 septembre 2007, Dominique Strauss-Kahn est nommé directeur général du FMI. Il prend ses fonctions le 1er novembre suivant. Entretemps, il démissionne de son mandat de député du Val-d'Oise.
Selon le magazine l'Express, sa rémunération annuelle totale en tant que directeur général du FMI s'élève à 496 280 dollars américains (nets d'impôt) : 420 930 dollars auxquels s'ajoute une allocation de frais de 75 350 dollars. En 2010, elle s'élève selon ABC News, à 530 000 dollars.

#### Action à la tête du FMI
À son arrivée à la tête du FMI, Dominique Strauss-Kahn met notamment en place un plan de départs volontaires pour 600 cadres et salariés, et vend une partie des stocks d'or de l’institution internationale.
Il se prononce pour la régulation du capitalisme à l'échelle mondiale. Il se situe en rupture avec plusieurs intellectuels de gauche en s'opposant à la taxe dite Tobin (taxation des transactions monétaires internationales), soutenue par des économistes comme Joseph E. Stiglitz ou Lawrence Summers. La rupture avec les positions classiques de la gauche s'est aussi illustrée à la tête de l'institution financière dans la mise en œuvre des politiques de rigueur touchant la Grèce, l'Espagne ou l'Irlande.
En mai 2010, Dominique Strauss-Kahn persuade les dirigeants de la zone euro de la nécessité que le FMI accorde un prêt de 30 milliards d'euros à la Grèce, dans une situation économique désastreuse. Son action à la tête du FMI est alors contestée par plusieurs dirigeants de la gauche française, comme Jean-Luc Mélenchon, Arnaud Montebourg ou Ségolène Royal, qui l'accusent de remettre en cause les acquis sociaux dans des pays en difficulté (baisse des salaires des fonctionnaires, coupes dans les dépenses publiques ou de santé, allongement de la durée du travail…), tout en refusant de soutenir le projet de taxe Tobin sur les transactions financières,,.

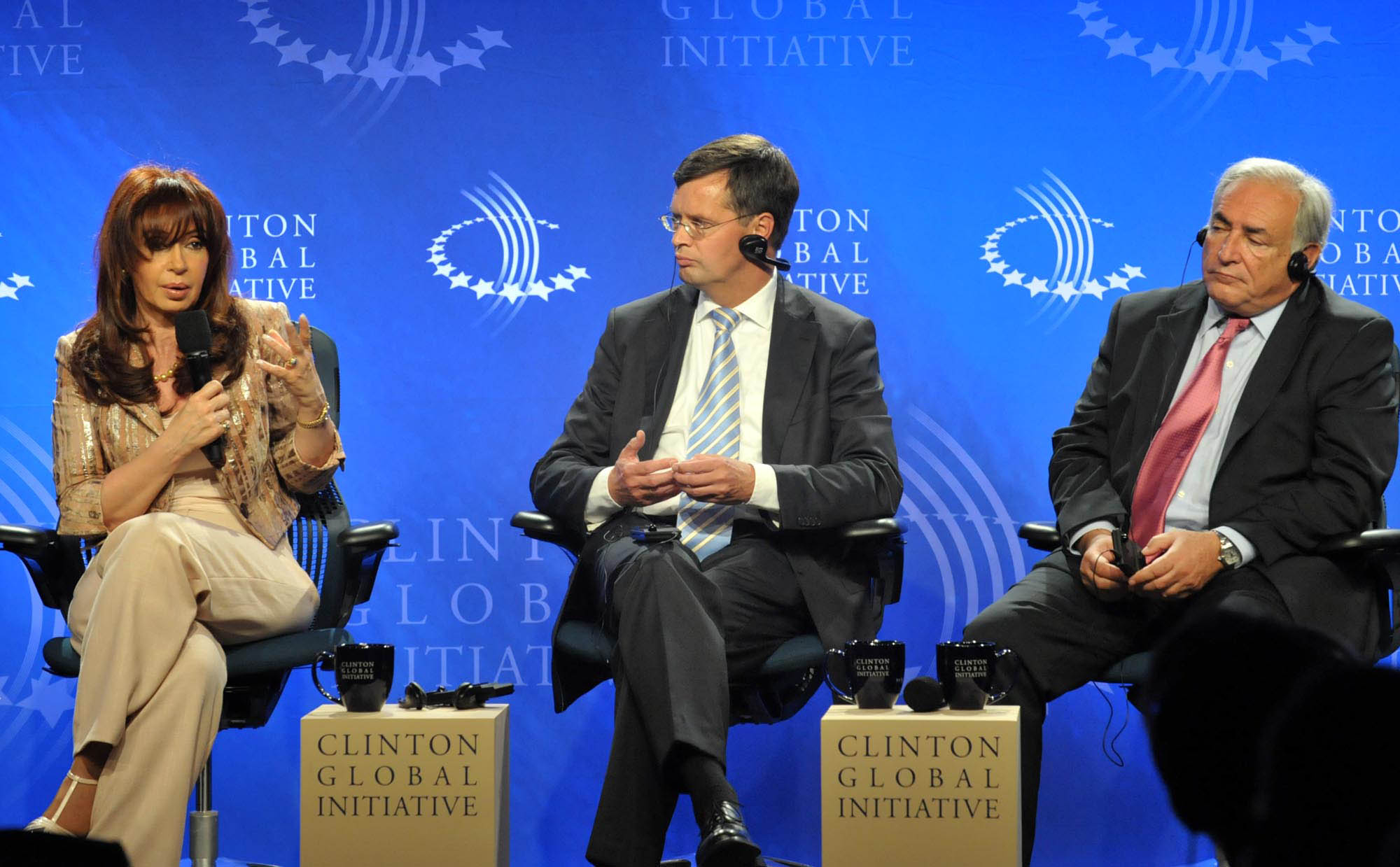
Avec la présidente argentine, Cristina Fernández de Kirchner, et le Premier ministre néerlandais, Jan Peter Balkenende, le 22 septembre 2009.
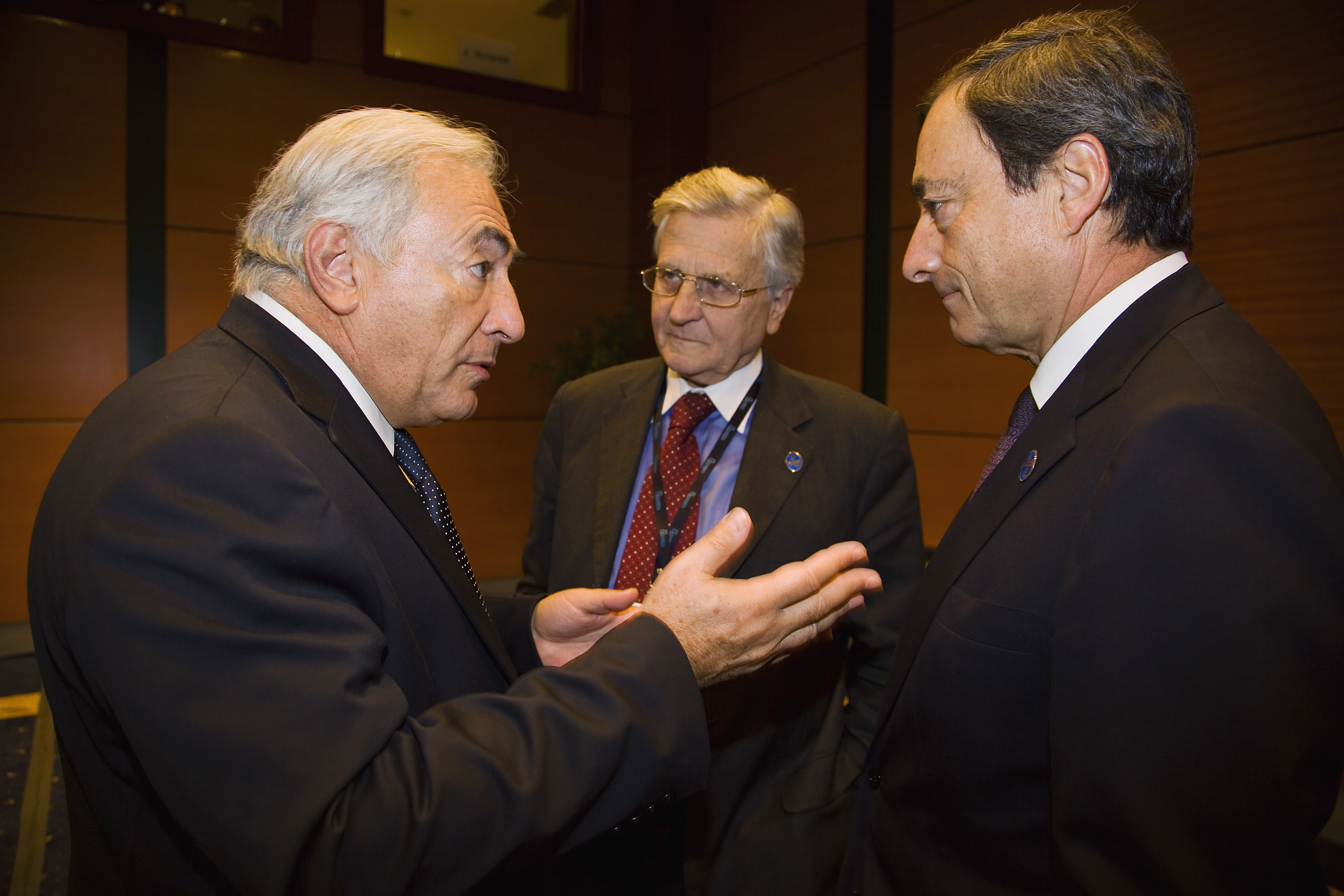
Conversation avec Jean-Claude Trichet, président de la BCE, et Mario Draghi, gouverneur de la Banque d'Italie, le 3 octobre 2009 à Istanbul.
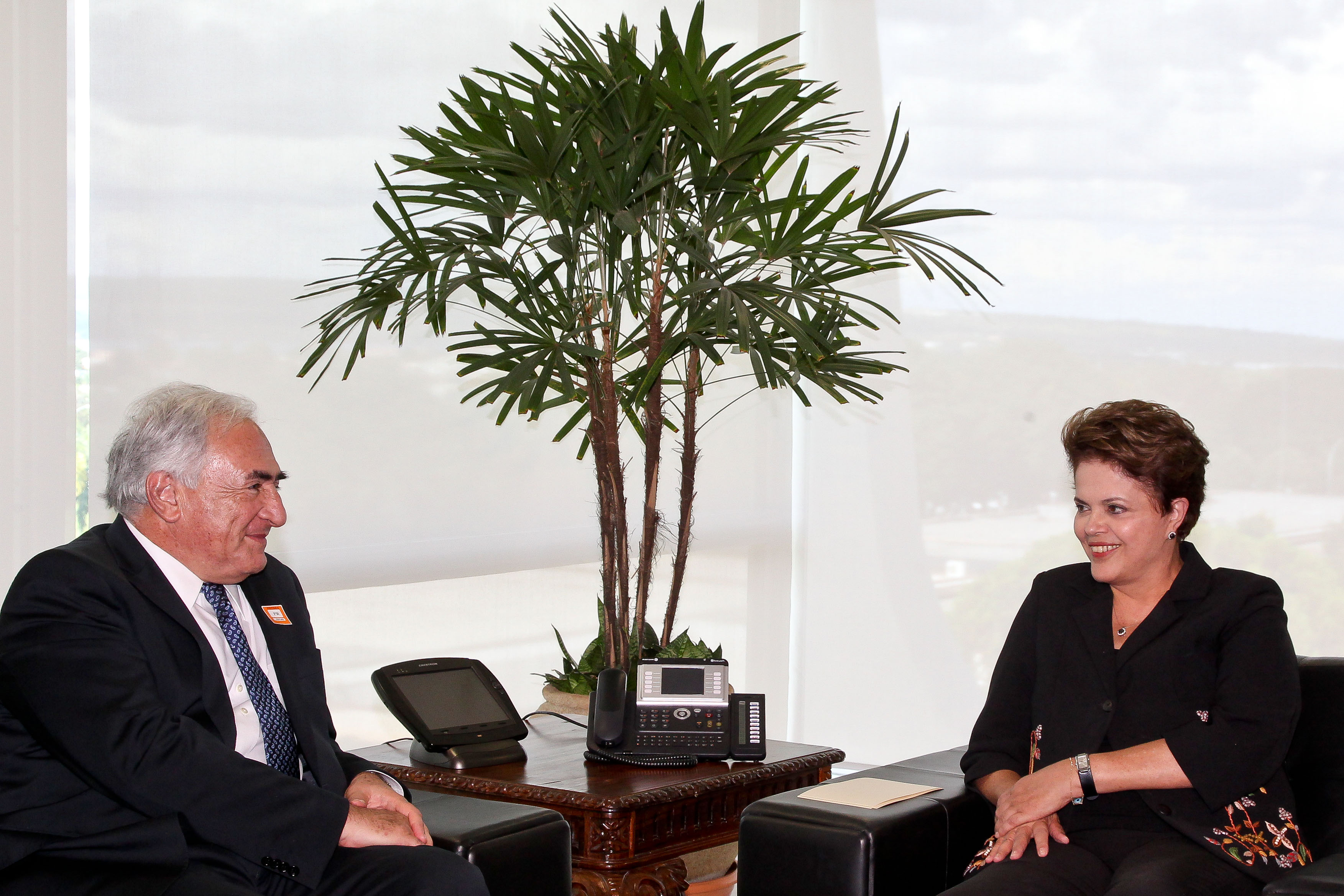
Entretien avec la présidente de la république fédérative du Brésil, Dilma Rousseff, le 3 mars 2011 au palais du Planalto (Brasilia).

#### Affaire Piroska Nagy
Le Wall Street Journal révèle le 18 octobre 2008 qu'une enquête interne a été ouverte au FMI pour savoir si Dominique Strauss-Kahn a fait preuve de favoritisme au sein de l'organisation en faveur de sa maîtresse, Piroska Nagy, ancienne responsable du département Afrique de l'institution internationale. Cette dernière l'accuse d'avoir abusé de sa position dans une lettre envoyée aux enquêteurs :

« Je pense que M. Strauss-Kahn a abusé de sa position dans sa façon de parvenir jusqu'à moi. Je vous ai expliqué en détail comment il m'a convoquée plusieurs fois pour en venir à me faire des suggestions inappropriées. […] Je ne savais que faire ; ainsi que je vous l'ai dit, j'avais le sentiment que j'étais perdante si j'acceptais, et perdante si je refusais […]. Pour ce que cela peut valoir, je pense que M. Strauss-Kahn est un leader brillant […]. C'est également un homme agressif […]. Je crains que cet homme ait un problème pouvant le rendre peu apte à diriger une institution où des femmes travaillent sous ses ordres. »

Réputé « homme à femmes », et qualifié de « drague[ur] » de manière « très lourde, très appuyée » par Aurélie Filippetti,,, Dominique Strauss-Kahn présente publiquement ses excuses à son épouse Anne Sinclair, ainsi qu'au personnel du Fonds monétaire international pour avoir fait « une erreur de jugement » en ayant eu cette liaison et, le 25 octobre 2008, il est disculpé par l'enquête du FMI, dont le doyen du conseil d'administration souligne toutefois qu'il a commis des actes « regrettables et reflétant une grave erreur de jugement ». À ce sujet, le journaliste Jean Quatremer écrit en 2007 :

« Le seul vrai problème de Strauss-Kahn est son rapport aux femmes. Trop pressant […], il frôle souvent le harcèlement. Un travers connu des médias, mais dont personne ne parle (on est en France). »

Le 6 mai 2011, à la suite de l'affaire Piroska Nagy, le harcèlement devient un motif de licenciement au FMI.

#### Préparatifs d'une candidature présidentielle en France
En juillet 2009, il est, pour la première fois, désigné « personnalité politique préférée des Français » (ex-æquo avec Jacques Chirac) par le baromètre Ifop de l'hebdomadaire Paris Match, avec 73 % d'opinions positives. Sa fonction au FMI lui imposant un devoir de réserve, Dominique Strauss-Kahn ne peut s'exprimer sur la politique française durant son mandat.
Lors du débat sur la réforme des retraites, Dominique Strauss-Kahn déclare qu'il n'y a pas « de dogme » sur le maintien de l'âge légal de départ à la retraite à 60 ans,, tandis que le FMI publie un rapport qui préconise le relèvement de l'âge de départ à la retraite comme « point de départ de la réforme ». Cette opposition avec la position du Parti socialiste suscite surprise et incompréhension dans son parti.
Au fil des mois, son retour en France est régulièrement évoqué et sa candidature à la primaire présidentielle socialiste de 2011 apparaît probable pour ses partisans et les médias français. L'équipe de campagne, la stratégie électorale et la devise — celle de la France — étaient déjà élaborées,. L'annonce était prévue le 28 juin 2011, lors de l'ouverture du dépôt des candidatures,. Dominique Strauss-Kahn est alors en tête dans les sondages en vue de la primaire socialiste et de l'élection présidentielle de 2012.
Le 4 mai 2011, les médias diffusent une photographie montrant le couple Strauss-Kahn monter dans une Porsche Panamera appartenant à Ramzi Khiroun, porte-parole du groupe Lagardère et conseiller en communication de DSK, ce qui soulève la polémique,. Dans le même temps, les médias font état de l'important patrimoine du couple Strauss-Kahn, qui possède une maison à Georgetown (Washington, D.C.), deux appartements à Paris, un situé place des Vosges et l'autre dans le XVIe arrondissement, et un riad à Marrakech, de même que des collections d'œuvres d'art appartenant à Anne Sinclair, dont la valeur est estimée à plusieurs dizaines de millions d'euros,,,.

#### Démission contrainte
À la suite de l'arrestation de Dominique Strauss-Kahn à New York le 14 mai 2011, et conformément aux procédures du Fonds monétaire international, John Lipsky, premier directeur général adjoint, est désigné le lendemain par le conseil d'administration pour assurer la direction par intérim du FMI. Dominique Strauss-Kahn annonce sa démission le 18 mai 2011,.

### Mises en cause dans des affaires de violences sexuelles

#### Affaire du Sofitel de New York

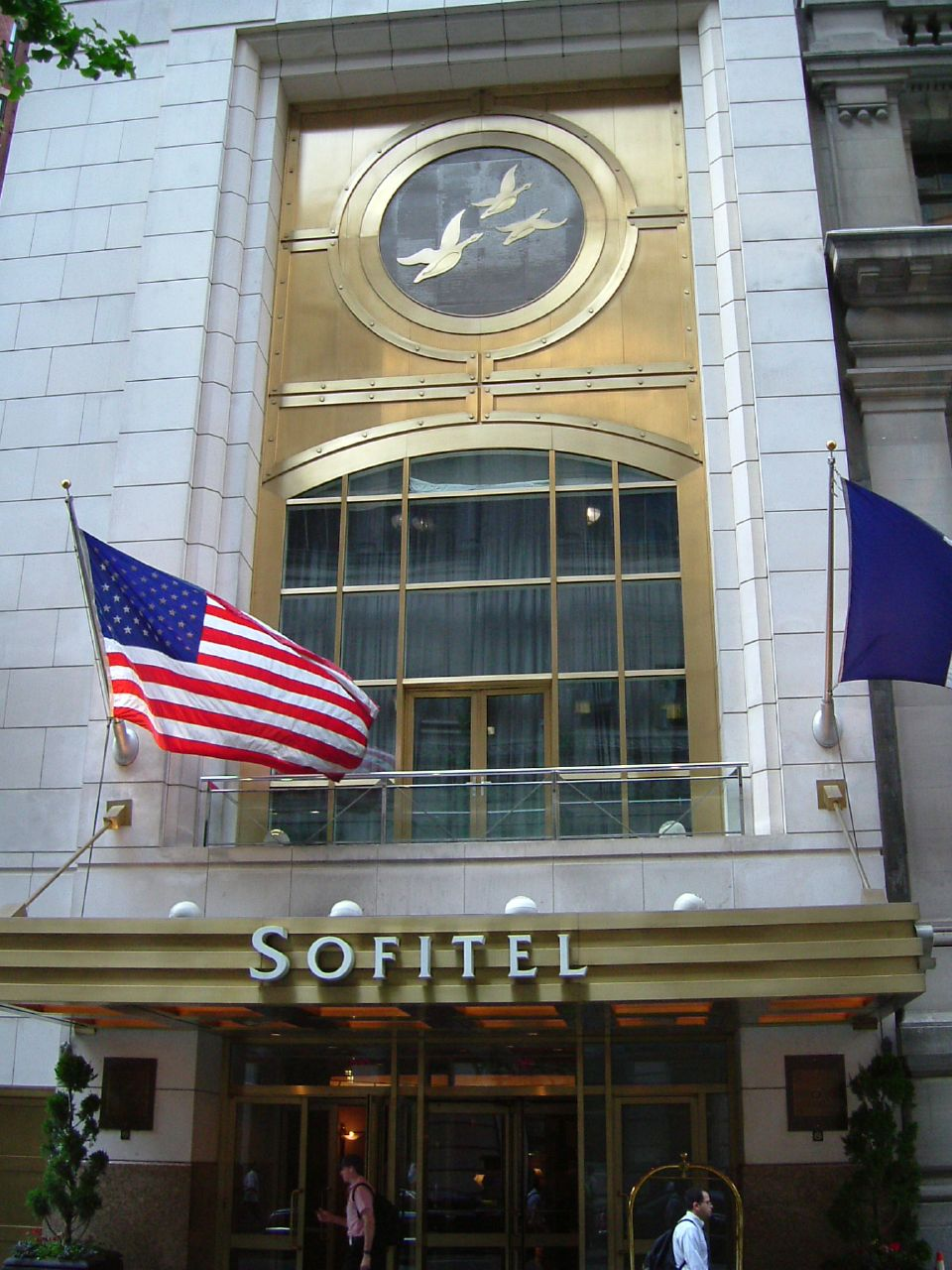
Le Sofitel New York Hotel, où Dominique Strauss-Kahn est accusé par la femme de chambre Nafissatou Diallo d’agression sexuelle.

Le 14 mai 2011, Dominique Strauss-Kahn est accusé par Nafissatou Diallo, femme de chambre, d'agression sexuelle, de tentative de viol, abus sexuel et séquestration dans une suite de l'hôtel Sofitel de Manhattan, il est arrêté à l'aéroport international John-F.-Kennedy de New York, peu avant le décollage du vol AF 023 d'Air France à destination de Paris,.
Le 16 mai, Melissa Carow Jackson, juge du tribunal pénal de la ville de New York, lui signifie les sept chefs d'accusation retenus contre lui, refuse sa mise en liberté sous caution et demande son maintien en détention provisoire à la prison de Rikers Island. Un grand jury l'inculpe formellement le 19 mai. Il encourt alors une peine allant jusqu'à 74 ans de prison.
Le même jour, Michael J. Obus, juge de la Cour suprême de l'État de New York, accepte sa mise en liberté sous caution avec plusieurs conditions. Le 20 mai, Dominique Strauss-Kahn est transféré de la prison de Rikers Island à un appartement de l'immeuble sis au 71, Broadway, pour y être placé en résidence surveillée. Le 25 mai, il quitte cet appartement pour un hôtel particulier situé au 153, Franklin Street, dans le quartier de Tribeca, à Manhattan. Au cours de l'audience du 6 juin consacrée à la lecture officielle de l'acte d'accusation, Dominique Strauss-Kahn plaide « non coupable ».

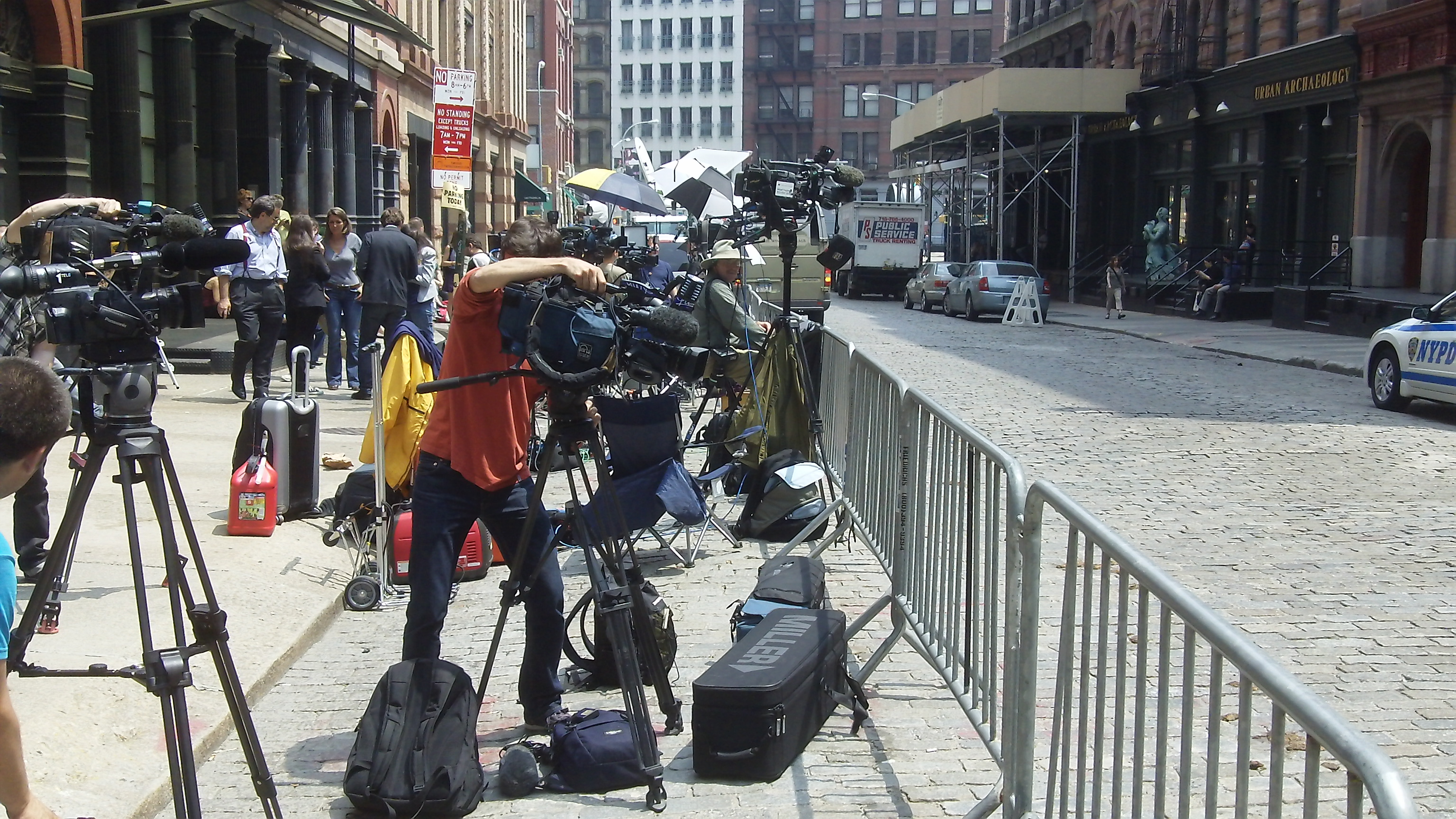
Journalistes devant l’hôtel particulier de Tribeca où Dominique Strauss-Kahn est assigné à résidence à partir du 25 mai 2011.

Le procureur rapporte par la suite que Nafissatou Diallo a menti aux enquêteurs sur « une série de sujets concernant son passé, les circonstances des faits et ses relations actuelles ». Ces éléments font peser un doute sur la crédibilité de la plaignante et de ses accusations dans une affaire où peu d’éléments matériels existent. En conséquence, le 1er juillet 2011, Dominique Strauss-Kahn est libéré sur parole,. Le 23 août suivant, le juge Michael J. Obus décide d'abandonner les poursuites au pénal, suivant ainsi l'avis du procureur, qui la veille, avait recommandé dans une motion de non-lieu l'abandon des charges,,, estimant qu'il n’était pas possible de « donner du crédit à [l]a version des faits [de Nafissatou Diallo] au-delà du doute raisonnable »,.
Une procédure civile concernant cette affaire est lancée le 8 août 2011 : Nafissatou Diallo argue d'« attaque violente et sadique, comportement humiliant et dégradant, atteinte à sa dignité de femme »,. Le 14 mai 2012, un an exactement après son arrestation à New York, Dominique Strauss-Kahn porte plainte contre Nafissatou Diallo pour accusations infondées et diffamation,.
Le 29 novembre 2012, le New York Times annonce qu'un accord amiable a été trouvé entre Dominique Strauss-Kahn et Nafissatou Diallo. Si le journal indique ne pas connaître le montant de l'indemnité financière à payer par Strauss-Kahn, il relève que cette transaction interviendrait une semaine avant l'audience prévue devant le juge de la Cour suprême du Bronx, au cours de laquelle l'avocat de Mme Diallo avait indiqué vouloir confronter Dominique Strauss-Kahn aux témoignages d'autres femmes qu'il aurait semblablement agressées.
Le 10 décembre suivant, la procédure contre Dominique Strauss-Kahn est abandonnée en contrepartie du versement d'un montant de 1,5 million de dollars au bénéfice de Nafissatou Diallo. L’affaire se termine, sans que Dominique Strauss-Kahn n’ait eu à expliquer devant la Justice de ce qui s'est passé dans la suite 2806 du Sofitel, le 14 mai 2011. Il admet, lors d’un entretien accordé au Journal de 20 heures de TF1 le 18 septembre 2011, avoir eu une « relation inappropriée » avec Nafissatou Diallo, qualifie cette relation de « faute morale », mais nie toute contrainte ou agression. Cet entretien, qualifié d'« opération de communication » par l’avocat français de Nafissatou Diallo, suscite la polémique et le scepticisme en raison de l’interprétation faite par Dominique Strauss-Kahn du rapport du procureur,.
D’une façon générale, l'affaire suscite des théories du complot.

#### Affaire Tristane Banon
Le 5 juillet 2011, Tristane Banon porte plainte contre Dominique Strauss-Kahn pour tentative de viol qui aurait eu lieu en février 2003. Cette plainte intervient peu après l’affaire du Sofitel de New York.
Le parquet de Paris classe sans suite la plainte pour tentative de viol le 13 octobre 2011, « faute d'éléments de preuve suffisants », mais estime que Dominique Strauss-Kahn a reconnu des faits « pouvant être qualifiés d'agression sexuelle »,. Ses avocats nient la reconnaissance d'une agression sexuelle par leur client et rendent publiques ses déclarations aux policiers, dans lesquelles il affirme avoir seulement tenté d'embrasser Tristane Banon, qu’il aurait laissée partir après qu’elle l’a repoussé. Le délai de prescription du délit d'« agression sexuelle » étant dépassé, le parquet classe sans suite la plainte.
Le site Arrêt sur images estime qu'après les silences embarrassés et rires gênés de 2007, puis les tentatives de culpabilisation de Tristane Banon en 2011, le regard porté sur l’affaire en 2020 est différent : en conclusion, le journaliste Paul Aveline se demande ainsi si, neuf ans plus tard, après le mouvement MeToo, un traitement similaire des accusations serait envisageable.

#### Affaire du Carlton
En février 2012, Dominique Strauss-Kahn est interrogé par la police française dans le cadre d'une investigation sur un réseau de prostitution, son nom ayant été cité par plusieurs protagonistes dans l'affaire du Carlton de Lille. Il est mis en examen, le 26 mars 2012 à Lille, pour « proxénétisme aggravé en bande organisée » et laissé en liberté sous caution.
Alors que le parquet de Lille avait requis un non-lieu total dans le cadre de cette affaire, Dominique Strauss-Kahn est renvoyé en correctionnelle pour «proxénétisme aggravé en réunion »,. Les audiences ont lieu du 2 février 2015 au 20 février 2015 au tribunal correctionnel de Lille. Le 12 juin 2015, Dominique Strauss-Kahn est relaxé.

#### Autres
En juin 2013, la journaliste italienne Myrta Merlino accuse Dominique Strauss-Kahn d'avoir tenté d’abuser d'elle, à la fin des années 1990, au forum de Davos, alors qu'il était ministre de l'Économie,.

### Fin de sa carrière politique

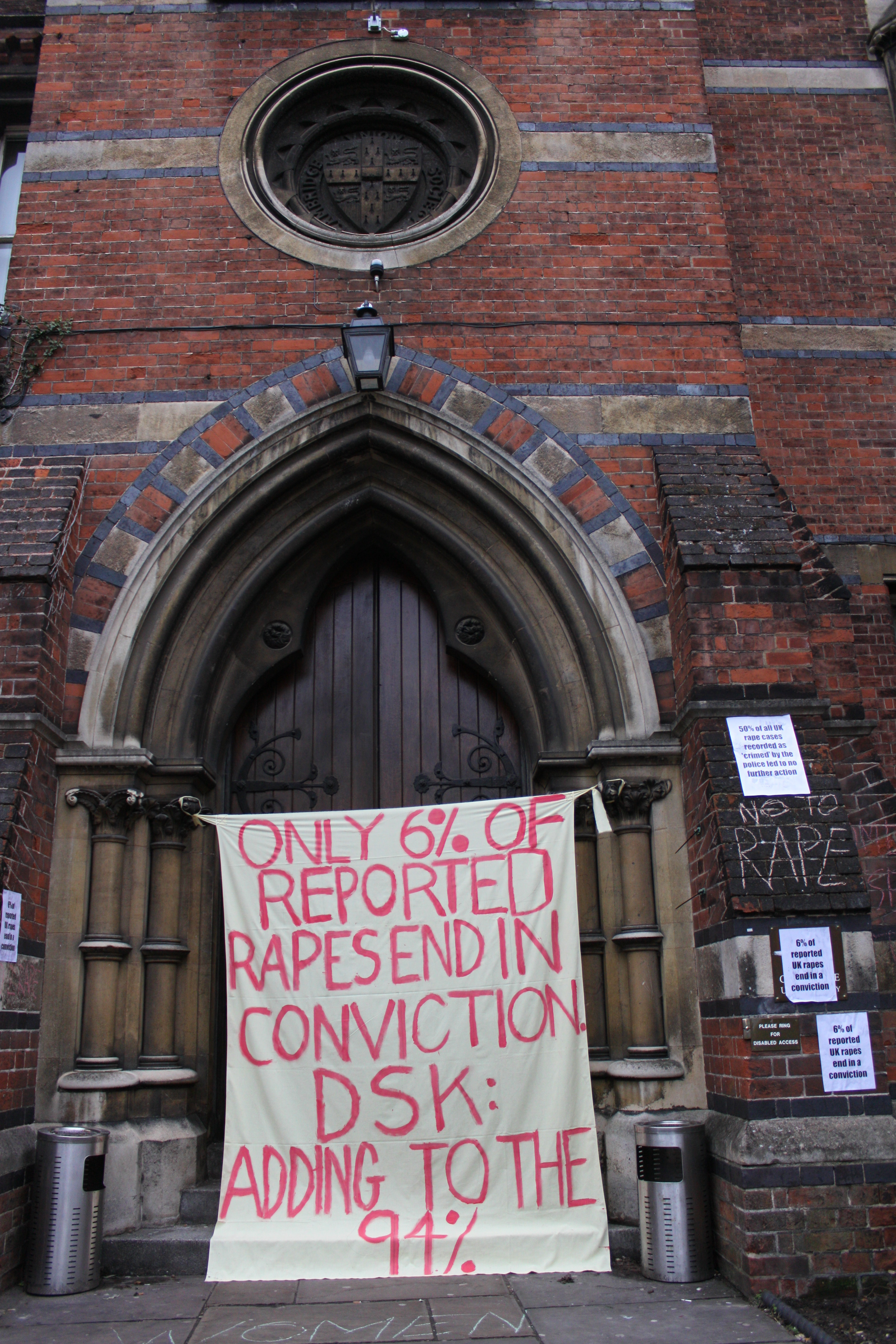
Affiche de protestation contre la participation de Dominique Strauss-Kahn à une conférence organisée à l’université de Cambridge : Seulement 6 % des viols signalés se terminent par une condamnation. DSK s’ajoute aux 94 %. (9 mars 2012).

L'affaire du Sofitel de New York, dont le retentissement international le contraint à démissionner du FMI, empêche Dominique Strauss-Kahn de participer à la primaire socialiste en vue de l'élection présidentielle de 2012,.
Son retour en France est présenté par la presse comme une « gêne », voire un « handicap », pour le Parti socialiste, dont plusieurs dirigeants se sont démarqués de lui,,. En effet, les commentateurs considèrent que son image est durablement écornée dans l'opinion publique et estiment son retour en politique impossible dans l'immédiat, ce que confirment plusieurs sondages,,.
Lorsque éclate l'affaire du Sofitel, la cote de popularité de Dominique Strauss-Kahn s'effondre, passant de 46 % d'opinions favorables en mai à 17 % en juin dans le baromètre TNS Sofres ; il reste à ce niveau d'opinion dans le baromètre de juillet, après la mise en doute de la crédibilité de son accusatrice. Fin 2011, Dominique Strauss-Kahn est la personnalité la moins populaire du baromètre Ipsos. Début 2013, une étude d'opinion indique que 69 % des Français refusent que DSK joue à l'avenir un rôle important dans la politique ou la finance.
En février 2013, l'essayiste Marcela Iacub publie Belle et Bête, un livre dans lequel elle raconte sa liaison avec Dominique Strauss-Kahn, entretenue en 2012, alors qu'elle prenait publiquement la défense de ce dernier dans le contexte de l'affaire du Sofitel de New York. L'écrivaine qualifie notamment Dominique Strauss-Kahn d'« être double, mi-homme, mi-cochon ». Celui-ci réagit en exprimant son « dégoût » devant « le comportement d'une femme qui séduit pour écrire un livre, se prévalant de sentiments amoureux pour les exploiter financièrement ». La justice n'accède pas à sa demande d'interdiction de l'ouvrage, mais ordonne l'insertion d'un encart dans chaque exemplaire du livre et condamne à des amendes son éditeur et Le Nouvel Observateur, qui avait diffusé des extraits du livre,,.

### Prises de positions après sa carrière politique
Sans mandat et plus discret, il affirme cependant quelques prises de positions après sa carrière politique, notamment lorsqu'il soutient le mouvement social contre le projet de réforme des retraites en France de 2023 par une critique sans détour de « la succession d'erreurs » du gouvernement. L'ancien ministre de l'économie dénonce en particulier « le choix du moment », alors que la France est confrontée à l'inflation et au dérèglement climatique, jugeant comme d'autres experts aussi, qu'il faudrait « sortir d'un système qui repose sur l'âge de départ à la retraite pour construire un système fondé sur la durée de cotisation ». Selon lui, le gouvernement a négligé "le rapport de force social" et "le consensus minimum au sein de la société" en cherchant une majorité à l'Assemblée.

## Reprise d'activités dans les affaires
Il fait un retour remarqué dans un forum économique organisé le 19 décembre 2011 à Pékin. En septembre 2012, il crée, à Paris, la société de conseil Parnasse SARL, via laquelle il donne des conférences dans les milieux d'affaires ou institutionnels. Il se fait cependant discret en raison des réactions que suscitent ses déplacements, aussi bien en France qu'à l'étranger,.

### Fondation et faillite de la banque LSK
Avec l’homme d'affaires Thierry Leyne, il participe à l'inauguration d'une banque au Soudan du Sud en mai 2013. En septembre 2013, les deux hommes s'associent, Dominique Strauss-Kahn investissant dans Anatevka, la structure de services financiers de Thierry Leyne, située au Luxembourg, qui est ainsi rebaptisée « LSK » (pour « Leyne, Strauss-Kahn and Partners »). La « banque d'affaires » développe notamment une activité de conseil aux gouvernements. LSK annonce le lancement d'un fonds d'investissement baptisé « DSK Global Investment », basé sur les prévisions macro-économiques de Dominique Strauss-Kahn, et dont la fille Vanessa est directrice de recherche. LSK annonce chercher pour cela à lever 1,4 milliard d'euros, notamment auprès d'investisseurs du Moyen-Orient et d'Europe de l'Est.
Mais, en octobre 2014, Thierry Leyne se suicide alors que le fonds n'a pas encore été lancé (tardant à recevoir l'agrément de « banque d'affaires » au Luxembourg, il a finalement été enregistré à Guernesey), ce qui suscite des interrogations concernant la transparence financière de LSK. Dominique Strauss-Kahn avait quitté la présidence de la société trois jours avant le drame. Le 7 novembre, LSK est déclaré en cessation de paiements et laisse un passif de 100 millions d'euros auprès de 156 créanciers.
Le 28 juillet 2015, le parquet de Paris ouvre une enquête préliminaire pour escroquerie et abus de biens sociaux visant notamment Dominique Strauss-Kahn à la suite de la plainte d'un investisseur, Jean-François Ott, qui aurait perdu 500 000 euros. Jean Veil, l'avocat de DSK, a confirmé son intention de porter plainte pour dénonciation calomnieuse à l'encontre de celui-ci. Il a expliqué que son client était également victime dans cette affaire et aurait perdu « plus d'un million d'euros ».
Le 7 mars 2016, le parquet de Paris ouvre une information judiciaire pour recel et blanchiment d'argent, et abus de confiance et souhaite faire la lumière sur la faillite de LSK,. Témoin assisté depuis 2019, il est soupçonné d'avoir couvert une pyramide de Ponzi.

### Conseiller de gouvernements étrangers
Il est ensuite, à partir de septembre 2013, conseiller financier du gouvernement Dačić puis du gouvernement Vučić, en Serbie, avec pour mission de participer à redresser l'économie serbe, qui fait face à une importante dette et à la récession depuis plusieurs années,,,.
Il est nommé, en mai 2016, conseiller économique pour le gouvernement Chahed en Tunisie, en partenariat avec la banque Arjil & Associés. Il conseille aussi, de façon non officielle, la république du Congo pour aider les autorités à restructurer la dette du pays aux côtés de la Banque Lazard, ainsi que l'État du Togo depuis 2016 dans le cadre d’un projet d’assistance technique financé par l’Union européenne et mis en œuvre par le FMI pour moderniser la gestion des finances publiques,. Il a également conseillé les gouvernements du Mali et de la république démocratique du Congo (RDC).
D'après L'Obs, la société de Dominique Strauss-Kahn, Parnasse International, dont il est le seul actionnaire et employé, aurait gagné 21 millions d'euros entre 2013 et 2018. Durant ses cinq premières années d'existence, la société n'aurait pas payé d'impôts, étant implantée dans la zone franche de Casablanca, où les sociétés âgées de moins de cinq ans n'ont pas à payer d'impôts,.

### Activités de conseil à l’étranger
Le groupe pétrolier public russe Rosneft annonce, le 12 juillet 2013, que Dominique Strauss-Kahn va entrer dans le conseil de surveillance de la Banque russe de développement des régions (BRDR),. Il intègre également le conseil de surveillance du fonds russe des investissements directs. Le 3 février 2016, il intègre le conseil de surveillance de la banque Crédit Dniepr du milliardaire ukrainien Viktor Pintchouk[réf. nécessaire].
Il réalise également des missions de prospection pour le géant des encres de sécurité, le groupe suisse SICPA. Il aurait conseillé le groupe pendant deux ans afin d'approcher différents gouvernements d'Afrique de l'Ouest comme le Bénin et le Togo. C'est avec ce dernier, dirigé par son ami de longue date Faure Gnassingbé, que SICPA signe un contrat de gré à gré de plusieurs milliards d'euros.

### PanamaetPandora Papers
Dominique Strauss-Kahn est cité dans l'affaire des Panama Papers en avril 2016, lorsqu'il est révélé que son fonds d’investissement luxembourgeois a créé une trentaine de sociétés dans des paradis fiscaux.
En octobre 2021, il est également mentionné dans les Pandora Papers, les documents concernés révélant qu’il a la rémunération d'un dirigeant du CAC 40 tout en se jouant des frontières fiscales. Selon Le Desk, il a créé une société offshore à Dubaï dont les fonds proviendraient des bénéfices de son entreprise marocaine Parnasse International.
En 2022, une enquête préliminaire est ouverte par le parquet national financier et confiée au Service d'enquêtes judiciaires des finances (SEJF), pour blanchiment de fraude fiscale aggravée.

## Détail des mandats et fonctions

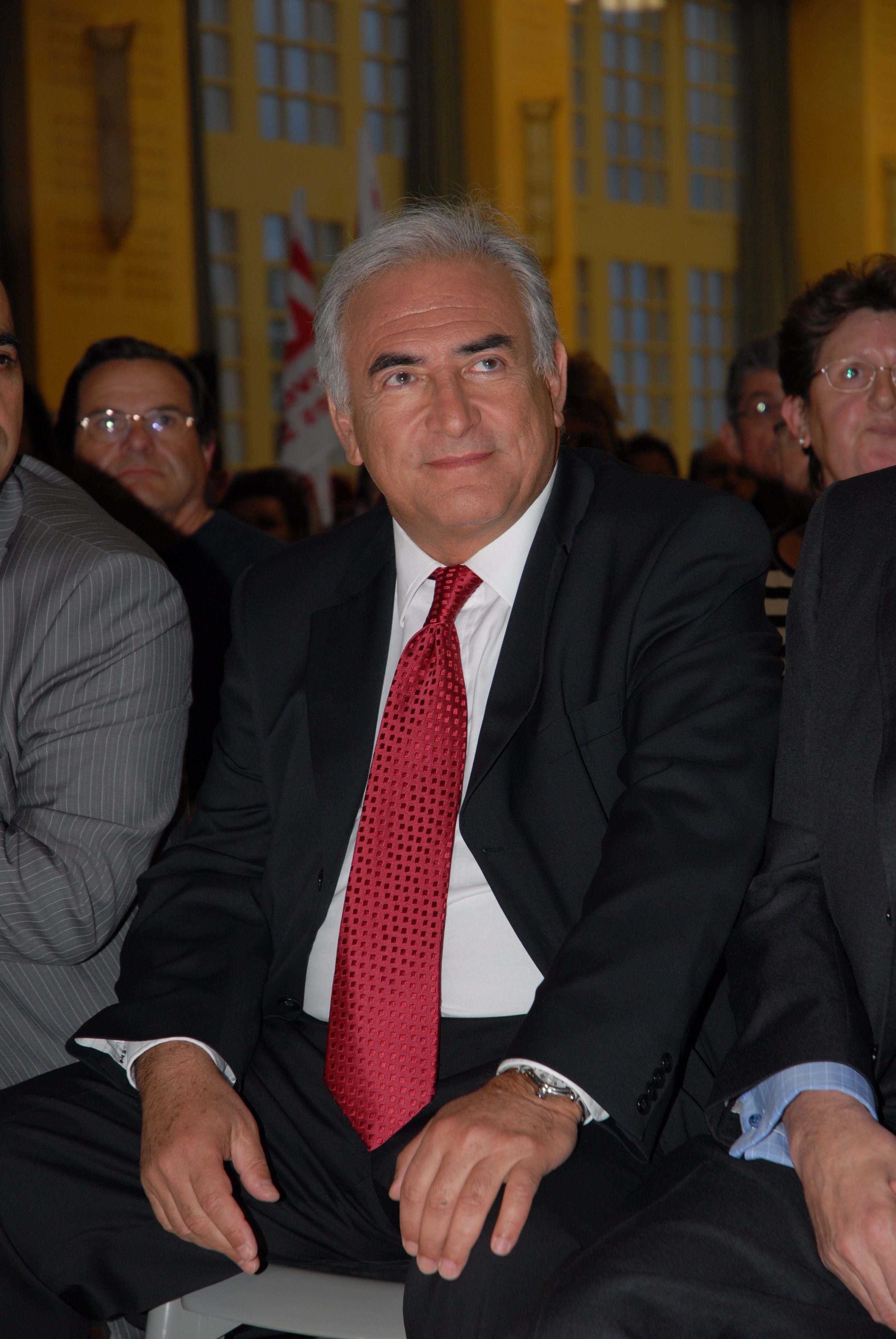
Dominique Strauss-Kahn à une réunion de soutien à la candidature présidentielle de Ségolène Royal en 2007.

### À l’international
- 1er novembre 2007 – 18 mai 2011 : directeur général du Fonds monétaire international (FMI)

### Au gouvernement
- 17 mai 1991 – 2 avril 1992 : ministre délégué à l'Industrie et au Commerce extérieur du gouvernement Édith Cresson
- 4 avril 1992 – 29 mars 1993 : ministre de l'Industrie et du Commerce extérieur du gouvernement Pierre Bérégovoy
- 4 juin 1997 – 2 novembre 1999 : ministre de l'Économie, des Finances et de l'Industrie du gouvernement Lionel Jospin[note 6]

### À l’Assemblée nationale
- 2 avril 1986 – 14 mai 1988 : député de la Haute-Savoie
- 23 juin 1988 – 16 juin 1991 : député de la 8e circonscription du Val-d'Oise
- 28 juin 1988 – 16 mai 1991 : président de la commission des Finances de l'Assemblée nationale
- 12 juin 1997 – 4 juillet 1997 : député de la 8e circonscription du Val-d'Oise[note 7]
- 2 avril 2001 – 19 octobre 2007 : député de la 8e circonscription du Val-d'Oise[note 8]

### Au niveau local
- 20 mars 1989 – 19 octobre 2007 : conseiller municipal de Sarcelles (Val-d'Oise)
- 18 juin 1995 – 3 juin 1997 : maire de Sarcelles[note 7]
- 4 juin 1997 – 19 octobre 2007 : adjoint au maire de Sarcelles
- 15 mars 1998 – 2 avril 2001 : conseiller régional d'Île-de-France
- 18 mars 2002 – 19 octobre 2007 : président de la communauté d'agglomération Val de France

### Au sein du Parti socialiste
- 1986-1989 : secrétaire national du Parti socialiste (PS), chargé des études et du programme (1986-1988) puis de l'économie et des finances (1988-1989)
- 2002-2003 : secrétaire national du PS
- 2003-2005 : membre du bureau national du PS
- 2005-2007 : secrétaire national du PS, chargé des élus

## Distinctions

### Décorations
- 2008 :
  - Maroc : Grand cordon de l'ordre du Ouissam alaouite. Il est décoré par le roi Mohammed VI lors de la Fête du Trône[209],[210].
  - Tunisie : Grand officier de l'ordre de la République tunisienne. Il est décoré par le président tunisien Ben Ali[211].

### Doctorats honoris causa
Il a obtenu plusieurs doctorats honoris causa :
- Université de Fribourg ( Suisse, 15 novembre 2005)[212]
- Université de Liège ( Belgique, 17 mars 2010)[213].

## Publications

### De Dominique Strauss-Kahn
- Inflation et partage des surplus : le cas des ménages, Éditions Cujas, 1975 (avec la coll. d'André Babeau et André Masson)
- Économie de la famille et accumulation patrimoniale, éditions Cujas, 1977
- La Richesse des Français : épargne, plus-value/héritage (avec la coll. d'André Babeau), Paris, PUF, 1977. Collection « L'économiste » dirigée par Pierre Tabatoni. Enquête sur la fortune des Français
- Pierre Bérégovoy : une volonté de réforme au service de l'économie, 1984-1993, Cheff, 2000 (avec la coll. de Christian Sautter)
- La Flamme et la Cendre, Grasset, 2002, co-rédigé par Marc Villemain[214]
- Oui ! Lettre ouverte aux enfants d'Europe, Grasset et Fasquelle, 2004. Plaidoyer pour le référendum sur la constitution européenne.
- « Éléments pour un réformisme radical », Les Notes de la fondation Jean-Jaurès « Pour l'Égalité réelle », no 41,‎ juillet 2004, p. 3-108 (ISSN 1294-6133, lire en ligne)
- DVD pour le Oui à la constitution, 2005
- 365 jours, journal contre le renoncement, Grasset, 2006
- « À mes amis allemands » : volonté d'annotations et de réflexions sur les conditions de l’accord avec la Grèce, lettre ouverte, inspirée par Zivoug, 2015
- Conférence de Paris sur le Climat : un accord financier. Le pragmatisme face à l'urgence, 2015
- L’être, l’avoir et le pouvoir dans la crise, 2020
- La cinquième erreur : Quelques réflexions sur la crise découlant du texte de loi sur les retraites, 2023

### Sur Dominique Strauss-Kahn

#### Filmographie
- Un an avec DSK : au cœur du FMI, film documentaire de Nicolas Escoulan, François Lescalier et Chloé Davant, Canal+, 2011.
- DSK, l'homme qui voulait tout, documentaire de Gérard Miller et Anaïs Feuillette, France 3, 2013.
- Welcome to New York d'Abel Ferrara, inspiré de l'affaire DSK, avec Gérard Depardieu jouant son rôle et Jacqueline Bisset celui d'Anne Sinclair, 2014[215].
- Chambre 2806 : L'affaire DSK, série documentaire de Jalil Lespert, sur l'affaire du Sofitel de New York, Capa Presse/Netflix, 2020[216],[217].
- DSK : enquête sur un homme d'influence, émission Cash Investigation, diffusée sur France 2, 2021[218].